# الحصينية
الحصينية هو مركزٌ سعوديٌ تابعٌ لمحافظة نجران التابعة لمنطقة نجران، في المملكة العربية السعودية. المركز من الفئة (أ)، ورمزه 2413 حسب دليل الترميز الموحد للمناطق الإدارية بالمملكة العربية السعودية.